# قائمة مطارات إسكتلندا

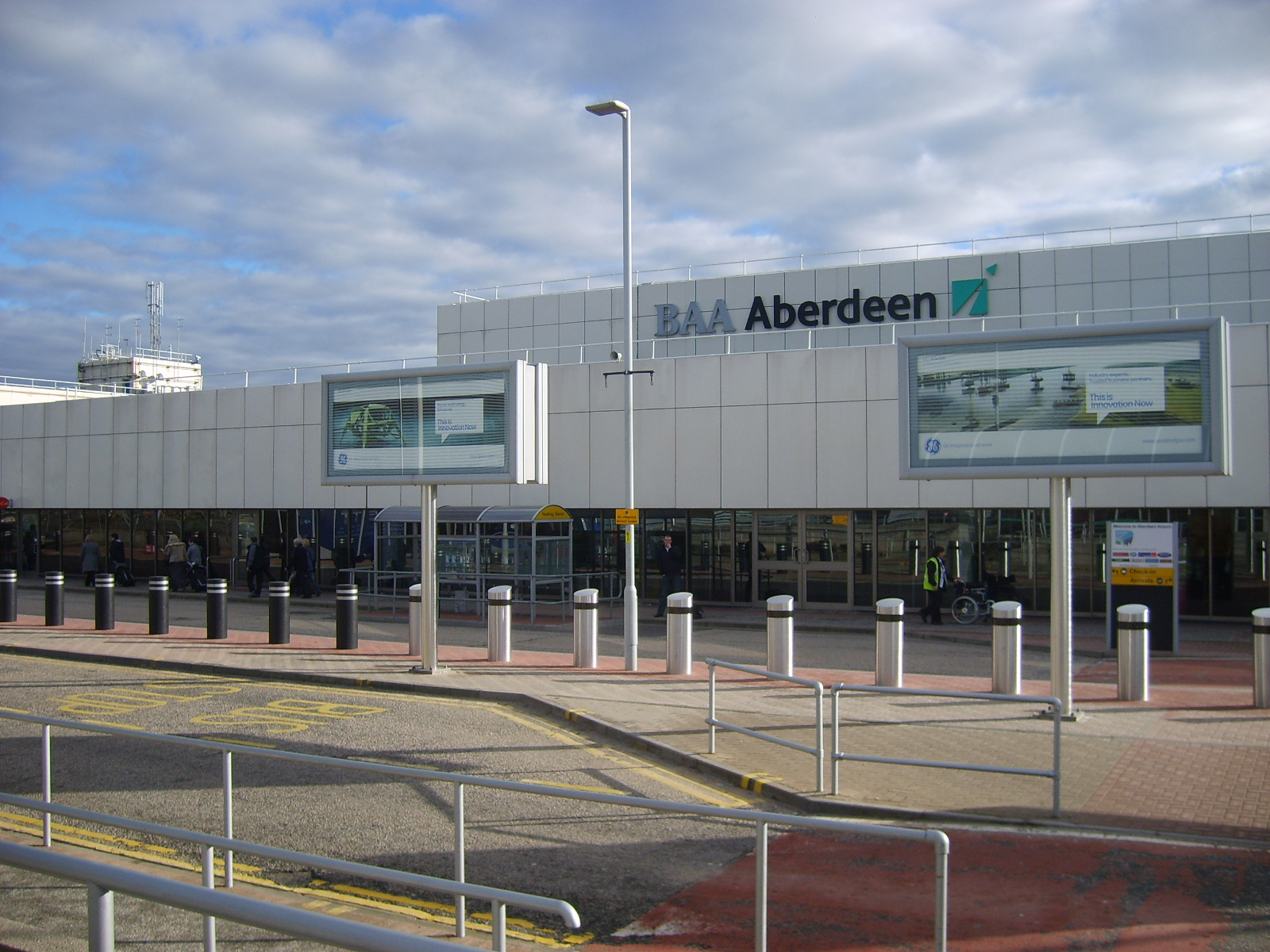
مطار أبردين

المطار هو مرفق إقلاع ووصول الطائرات وبه بشكل أساسي مدرج هبوط وقد يتميّز بمواصفات خاصة تتناسب مع حجم ونوع الطائرات التي تستخدم المطار.

## قائمة مطارات إسكتلندا
تحتوي هذه القائمة على أسماء مطارات في إسكتلندا.
- مطار أبردين
- مطار إنفرنيس
- مطار بارا
- مطار غلاسكو الدولي